# مکتب هرات

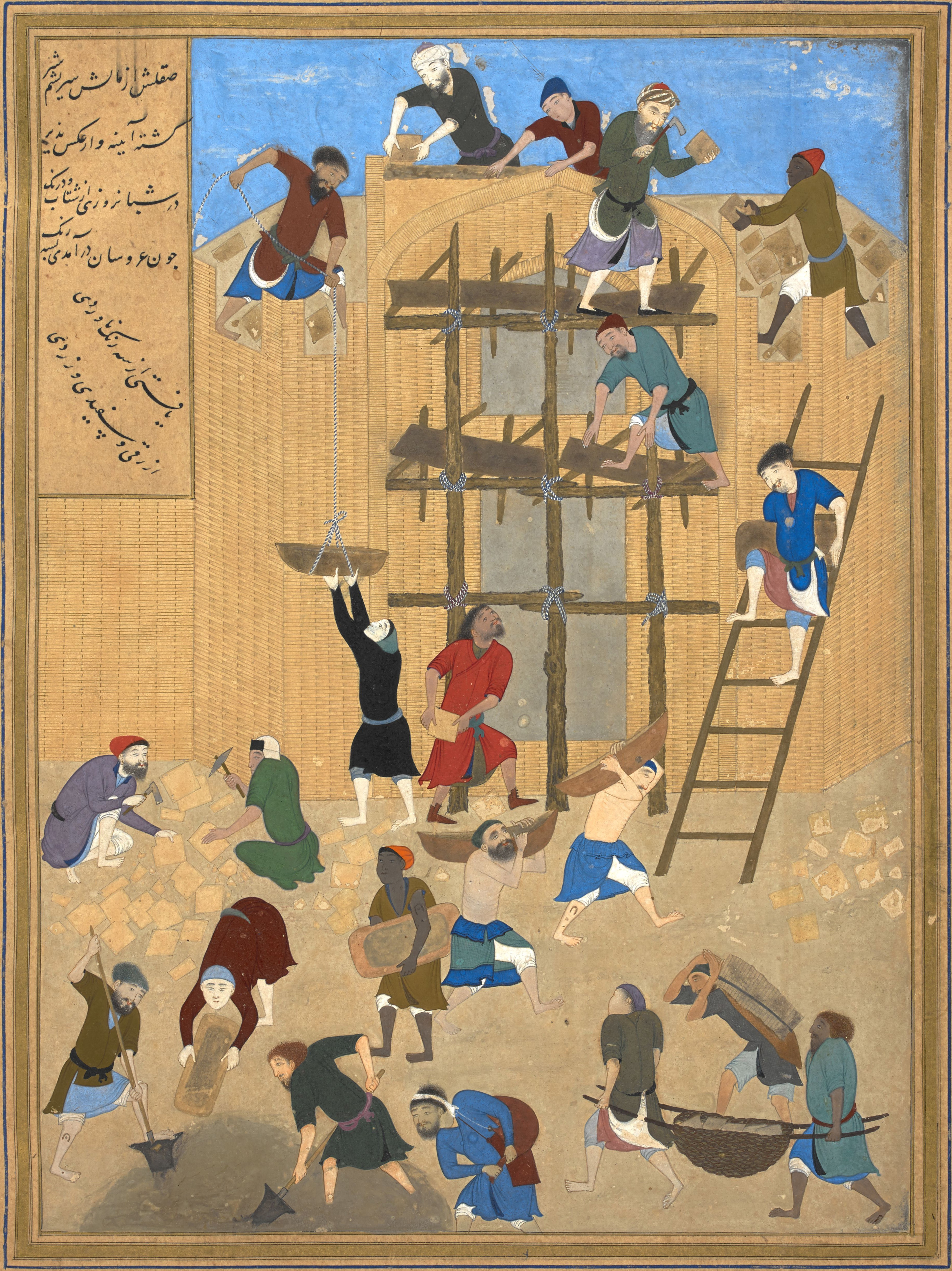
ساختن قصر خورنق، اثری از استاد کمال‌الدین بهزاد از پیشگامان مکتب هرات، قرن نهم هجری، کتابخانه ملی انگلیس

مکتب هرات یکی از سبک‌های نقاشی خراسانی است که در دوره تیموریان و در زمان زمامداری شاهرخ در هرات پایه‌گذاری شد. گسترهٔ تاریخی این مکتب حدود سالهای ۸۳۶_۸۸۰ هجری بوده است. همچنین در زمان شاهرخ روابط تجاری و فرهنگی با خاور دور(چین) دوباره بهبود یافت. و شاهرخ دستور نوشتن یک سفرنامهٔ مصور را به غیاث‌الدین داد و او را به خاور دور فرستاد. وی موقع برگشت از هنرمندان و آثار چین همراه خود آورد. که باعث تأثیر هنر چین بر نگارگری عصر تیموری شد. که تاثیراتش در معراج نامه مشهود است. این سبک در دوره سلطان حسین بایقرا پیشرفت زیادی می‌کند، اما در سال ۱۵۰۷ میلادی با حملهٔ ازبک‌ها رشدش متوقف می‌شود.
مکتب هرات بعدها با کمک نقاشان بسیاری چون آقا رضا جهانگیری که به دربار جهانگیر شاه در هند رفته بودند تأثیر زیادی بر روی نقاشی هندی گذاشت. مکتب هرات را همچنین یکی از «پیش‌مکتب» های مهم مکتب تبریز و مکتب اصفهان می‌دانند.

## پیدایش
شاهزاده بایسنقر میرزا و پدرش شاهرخ از جمله مشوقان بزرگ سبک هنری یا مکتب هرات بود. بایسنقر گرایش شدیدی به ماندن در هرات داشت و مورخان یکی از دلایل ماندگاری بایسنقر در هرات را، شکوفایی حیات فرهنگی در آن شهر می‌دانند که بایسنقر می‌توانست علایق سرشار هنری و فکری خود را در آن شهر به خوبی تعقیب کند.
پس از آنکه بایسنقر از نبردِ پیروزمندانه با ترکمانان در ۸۲۳ بازگشت و مولانا جعفر تبریزی، بعدها ملقّب به جعفر بایسنقری، استاد مسلّم خط نستعلیق و سایر استادان فن را از تبریز به همراه آورد، هرات تبدیل به مرکز هنر خوشنویسی شد. با این‌همه مرکز نگارگری به حمایت ابراهیم، برادر بایسنقر، چندگاهی شیراز و مدّتی نیز اصفهان بود؛ امّا عاقبت توفیق شاهرخ در تسخیر تمامی قدرت در هرات و توجّه وی و بایسنقر به هنر، بسیاری از هنرمندان را از اقصی نقاط ایران به هرات کشاند و سبب شد که مراکز مهم پیشین اهمیت و اعتبار خود را از دست بدهد و در مرتبه‌ای نازلتر قرار گیرد.
تحت حمایت او چهل نفر کاتب و خطاط به راهنمائی مولانا جعفر تبریزی معروف به جعفر بایسنقری که خود او نیز شاگرد عبدالله بن میر علی است به استنساخ کتب مشغول بودند. وی بوسیله پرداخت دستمزدهای گزاف و اعطاء انعام فراوان و شاهانه، هنرمندترین استادان خوشنویسی و تذهیب را نزد خود نگاه می‌داشت و آنان برای وی ظریف‌ترین آثار هنری را درخط، تذهیب، جلدسازی و صحافی به وجود می‌آوردند. کتاب‌های کتابخانه وسیع این شاهزاده هم‌اکنون در تمام جهان متفرق است و هرجا که هست در کمال حرمت و دقت نگاهداری می‌شود. کانون هنری بایسنقر در هرات به‌نام دارالصنایع کتاب سازی معروف بود و کتاب‌های پدیدآمده در دوره بایسنقری شامل نفیس‌ترین مینیاتورها و استادانه‌ترین خوشنویسی‌ها هستند که به زیبایی تمام صحافی و جلدآرایی گشته‌اند.
هنرمندان نقاش و خوشنویس و خطاط که در کتابخانه بزرگ شاهی هرات به امر بایسنقر میرزا مشغول به کار بودند، آثار زیادی همچون کتاب‌های شاهنامه، لیلی و مجنون، بوستان و گلستان سعدی را مصوّر ساختند. مجموع این آثار سبک جدیدی را پدیدآورد که در تاریخ هنر ایران به «مکتب هرات» معروف است. در مکتب هرات تصاویر انسان‌ها به صورت ریز و کوچک ترسیم گشته و مینیاتورها با خطوط ساده و بی‌پیرایه اجرا شده‌اند.
پس از مرگ بایسنقر در ۱۴۳۳م هرات همچنان به صورت مرکزی برای هنر مصورکردن کتاب‌های نفیس برای مدت نسبتاً طولانی باقی ماند. طبق گزارش، در مقدمه آلبوم یا مرقعی که به فرمان ابوالفتح بهرام میرزا یکی از شاهزادگان صفوی در سال ۱۵۴۴م فراهم کرده بود، سنتی که بایسنقر میرزا و شاهرخ پدرش بنا گذاشته بودند، به سرپرستی و حمایت علاءالدوله پسر بایسنقر تا سال ۱۴۴۷م به حالتی زنده باقی ماند.
بازیل گری در بررسی ویژگی‌های سبک هراتی، عناصراز شرق دور وجود دارد. اهمیت خاصی به تأثیر متقابل تصاویر بر یکدیگر می‌دهد که با اشارات معنی‌دار جان گرفته‌اند. پیکره‌های خشک و رسمی. استفاده از رنگ‌های بسیار درخشان، استفاده از رنگ‌های مکمل، استفادهٔ کمتر از رنگ‌های خانوادهٔ قرمز و استفاده‌از طیف رنگ‌های قهوه‌ای، رنگ‌های متمایل به آبی و ارغوانی و صورتی لطیف، تأثیر گذاری از رنگ‌های سفید و سیاه، به تصویر کشیدن هوشمندانهٔ تزئین قالی‌ها و اجزای معماری و حتی آسمان.

## آثار
از مهم‌ترین آثاری که در این مکتب هنری خلق شده است می‌توان به شاهنامه بایسنقری اشاره کرد که در سال ۱۴۳۰ (میلادی) به سفارش شاهزاده بایسنقر میرزا (فرزند شاهرخ و نوهٔ تیمور گورکانی) تهیه شده است.
از دیگر نسخ نگارگری شده در دوره بایسنقر میرزا می‌توان به، کلیله و دمنه، گلستان سعدی، معراج نامه و خمسه نظامی اشاره کرد.

## نگارخانه

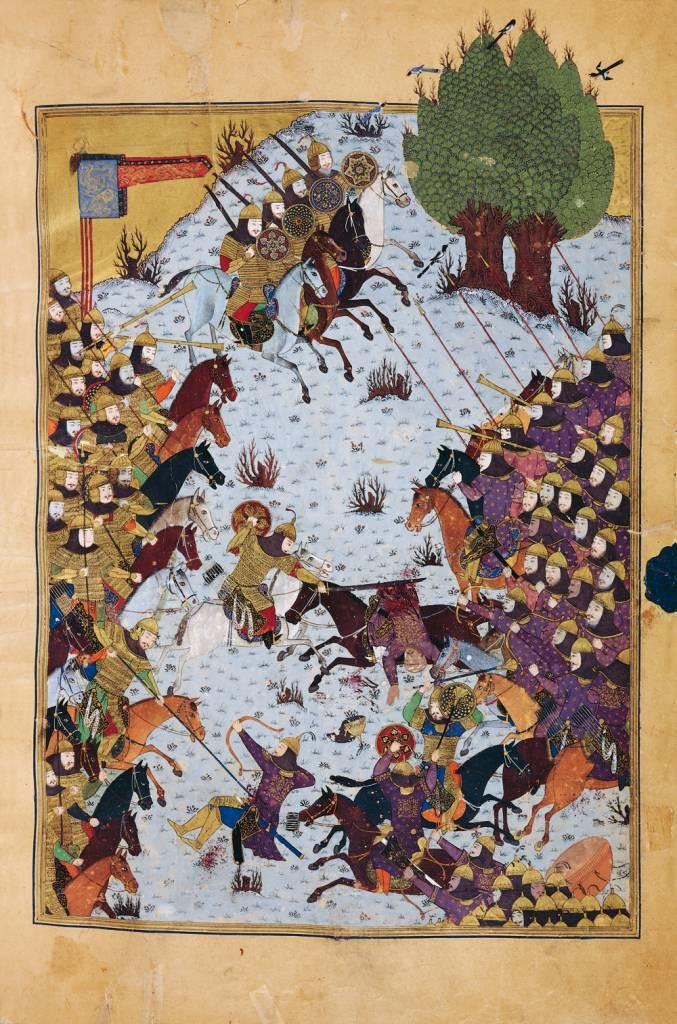
صفحه‌ای از شاهنامه بایسنقری به سال ۸۳۳ قمری
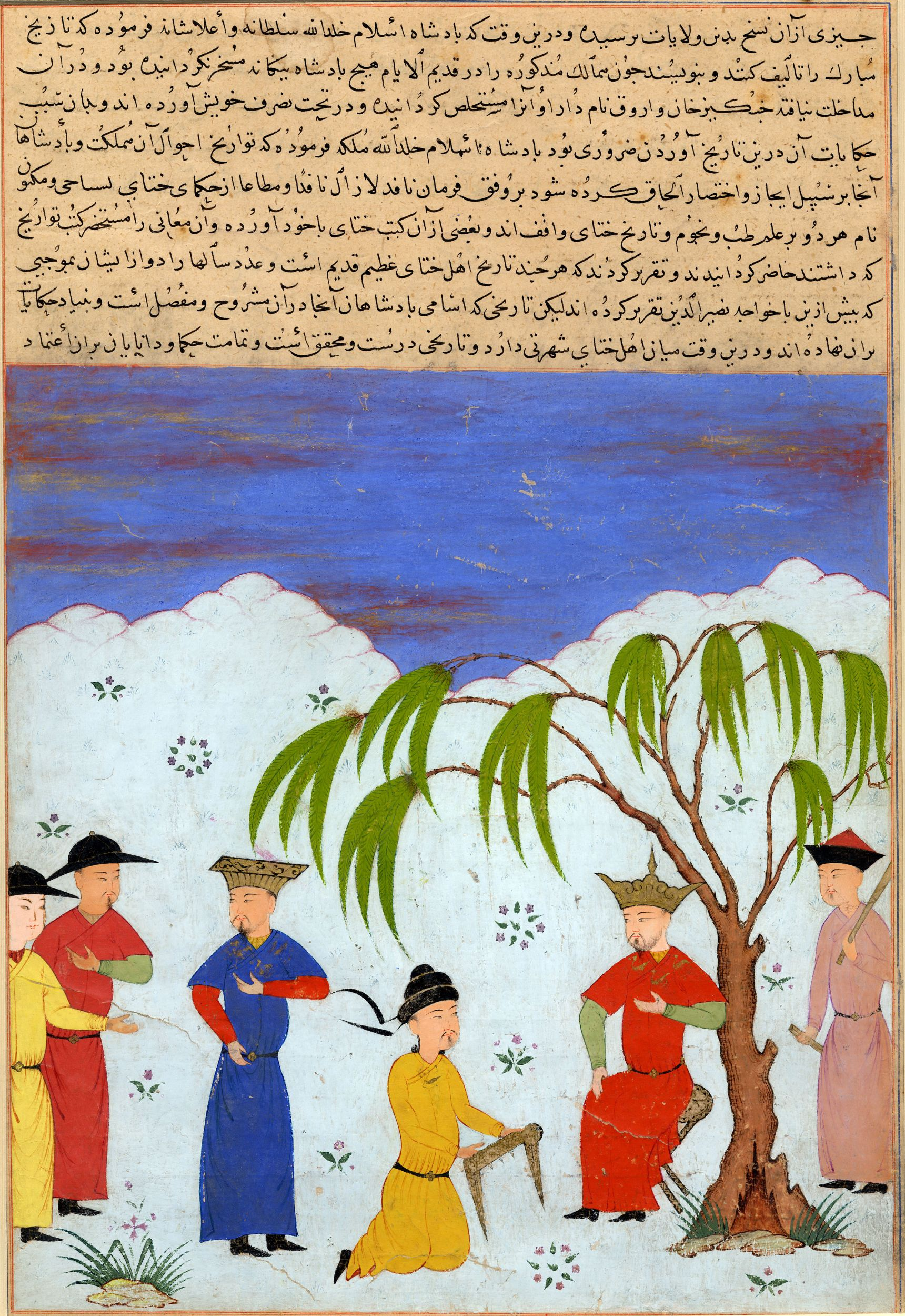
اهدای کتاب‌های چین به اولجایتو، مجمع‌التواریخ حافظ ابرو، مکتب تیموری هرات، حدود ۸۳۰ قمری